# Nikon D1
La Nikon D1 è una fotocamera reflex digitale (DSLR) con sensore APS-C, prodotta dalla Nikon Corporation, primo modello della Nikon serie D. Annunciata con un comunicato stampa il 15 giugno 1999 e dismessa nel 2001. Dal 2001 al 2004 saranno prodotte due evoluzioni della D1: la D1X e la D1H, sostituite nel 2004 dalla famiglia delle Nikon D2.

## Caratteristiche
Alla fine degli anni 90, se la fotografia di moda, o di qualità, utilizzava ancora il medio formato a pellicola, il mondo del fotogiornalismo - con minori esigenze in termini di resa qualitativa ma bisognoso di velocità in produzione e comunicazione anche delle immagini - stava già migrando verso la fotografia digitale. 
La Nikon, al pari di altre aziende, aveva precedentemente sviluppato apparecchi digitali, sia collaborando con la Fuji (Fuji DS515, conosciuta anche come Nikon E2S) che con la Kodak, attraverso le sue reflex dotate di dorsi digitali Kodak, prodotte dal 1991 (Kodak DCS 100 su corpo Nikon F3 e una risoluzione di 1,3 megapixel) al 2004, data di rilascio della Kodak DCS Pro SLR/n con sensore full-frame da 13,5 megapixel (4500x3000 pixel) su base Nikon F80.
I risultati non erano stati soddisfacenti in termini di maneggevolezza e velocità (caratteristiche basilari per il fotogiornalismo) e la Nikon D1 - posta in vendita sul mercato italiano ad un prezzo iniziale di circa 10 milioni di lire - prima reflex digitale Nikon progettata, prodotta e commercializzata interamente dalla casa giapponese, peraltro in concomitanza con l'ultima fase del lungo periodo in cui la Kodak aveva sviluppato la linea di reflex DCS (digital camera system) - costituì il goal di una macchina che, seppur con meno megapixel delle DCS, fosse più pratica e più veloce per le esigenze dell'utenza attuale.
Pur avendo un attacco a baionetta Nikon AF, che le permette di montare tutti gli obiettivi precedenti (Nikkor AF, AFS ed AF tipo D, oltre agli obiettivi AI e modificati AI, con le ovvie limitazioni per la messa a fuoco automatica), le dimensioni del sensore della D1 (denominato APS-C, ma che Nikon ribattezzerà formato DX, di 23.7mm×15.6mm e di tipo CCD), ridotte rispetto al classico formato Leica 24x36 (poi rinominato formato FX), fanno sì che il sensore stesso capti solo la parte centrale dell'immagine proiettata dall'obiettivo (e percepita dal fotografo), con un relativo fattore di crop. La Nikon aveva infatti rinunciato a tentare di stringere l'immagine emanata dall'obiettivo entro i margini del sensore, visti gli scarsi risultati degli esperimenti tentati con le lenti a relè sviluppate per le E2S, e considerato il fatto che, volendo utilizzare un tale tipo di lente, sarebbe risultato incompatibile con la nuova macchina l'intero parco ottiche Nikon, con gravi problemi in termini di fidelizzazione.
Come risultato, nella D1 si ha un file immagine con lati inferiori, come se la lunghezza focale delle ottiche per corpi analogici, impiegata sulla D1, venisse incrementata di 1,5x ; ad esempio, una lente di 28mm, montata sulla D1, produce un'immagine finale pari a quella di un'ottica di 42mm montata su una fotocamera analogica o full frame. Questa discrasia, che causerà non poca confusione nella scelta delle ottiche, verrà poi "risolta" commercializzando obiettivi in cui la lunghezza di campo indicata sia già adattata al sensore APS-C. Solo molti anni dopo, la Nikon avrebbe infatti commercializzato un sensore digitale FF (full frame) di dimensioni pari a quelle della pellicola.
Il sensore della D1, formato da 10,8 milioni di pixel reali venne costretto dai tecnici Nikon a produrre immagini di soli 2,74 milioni di pixel. Si utilizzò a tale scopo un escamotage poi reso industrialmente - su altre macchine - attivabile a scelta del fotografo sul menù di alcune macchine, e qui reso fisso, ovvero non modificabile dall'operatore perché ottenuto attraverso una modifica fisica: il binning a 2x2 pixel, ovvero l'accoppiamento reale di diversi pixel considerandoli un pixel unico. La Nikon ottenne così una tavolozza di 2,012 x 1,324 pixels effettivi, in modo da ridurre calore/interferenza e per meglio gestire il rumore.
Dotata di motore AF interno, la rilevazione è effettuata grazie ad un modulo Multi CAM 1300 su cinque zone allargate. La rilevazione esposimetrica può invece avvenire con il sistema Color Matrix 3D, con il sistema semi spot o spot, con un bilanciamento del bianco ed una compensazione dei toni TTL. Molti dei sensori, delle caratteristiche funzionali, e le stesse manopole e comandi erano mutuate,con gli opportuni accorgimenti ed adattamenti, dall'esperienza accumulata con le reflex analogiche, che la D1 richiama - oltre che nella forma del corpo - anche nella disposizione dei comandi, in modo da rendere il prodotto immediatamente utilizzabile da chiunque provenisse dal mondo analogico. Ad esempio, l'esposizione può essere regolata manualmente, a priorità del diaframma o della velocità di otturazione, oppure in maniera completamente automatica con correzione volontaria dell'esposizione e con la possibilità di esposizioni differenziate a forcella.
Grazie al meccanismo di scatto è possibile la ripresa singola o in sequenza, con una velocità di scatto è di 4,5 fotogrammi al secondo. La sensibilità ISO è espandibile da 200 a 1600 mentre la velocità di otturazione della va da trenta secondi a 1/16000 di secondo con sincro flash a 1/500 di secondo. Il formato delle foto può essere selezionato dall'utente fra non compresso HI (in tipologia TIFF RGB, TIFF YCbCr, dati RAW a 12 bit, non visualizzabili questi ultimi se non attraverso il software fornito da Nikon), o compresso in JPEG. Nell'ipotesi di scelta del JPG, è possibile scegliere il diverso livello di compressione fra Fine (1:4), Norm (1:8), Basic (1:16) in un decrescendo di qualità ma con la possibilità di accumulare più foto nelle schede di memoria - di tipo CF (CompactFlash) - all'epoca piuttosto limitate per capienza massima (il libretto di uso prevedeva l'utilizzo di schede da 96MB e 64MB, quando la D1 riuscirà poi a leggere schede di memoria anche successive e maggiori, ma comunque non oltre 1 o 2GB di capienza).
Oltre ad una serie di pulsanti e manopole per la gestione dei menù e delle operazioni di scatto, la D1 è dotata di due display a cristalli liquidi (uno sulla parte alta della camera, ed uno - piccolo - nella parte bassa posteriore), oltre che di un monitor per visualizzare le immagini ed alcune informazioni, ed un visore interno al mirino. Nel visore interno, il fotografo può, a lato dell'immagine, visualizzare alcune altre informazioni. Oltre al cerchio di riferimento (Ø12mm) per la misurazione Semi-spot ed i riferimenti di messa a fuoco, nonché le aree per la misurazione spot - presenti in sovrapposizione sullo schermo visualizzato dal fotografo - sotto il mirino, una striscia a LCD illuminati mostra: Indicatore di blocco del diaframma; Indicatore di blocco del tempo; Indicatore di messa a fuoco; Sistema di misurazione in uso; Indicatore di blocco AE in funzione; Tempo di posa; Apertura di diaframma; Modo di esposizione; Indicatore di Compensazione dell’esposizione; Spia di flash carico; Display elettronico-analogico di esposizione/Compensazione dell’esposizione; Contapose/Esposizioni rimanenti in buffer/Valore di compensazione inserito
Il display LCD superiore mostra: Blocco tempo di posa; Anno/mese/giorno; Check batteria; Compensazione dell’esposizione ; Modo di esposizione Programma Flessibile; Modo sincro-flash; Display elettronico-analogico di esposizione/Compensazione dell’esposizione ; Indicatore del giorno; Tempo di posa/Valore di compensazione/data e ora; visualizzazione diaframma/Indicatore modo P.back-PC; Blocco diaframma; Numero esposizioni rimanenti; Contapose additivo; Simbolo batteria; Indicatore card CompactFlash; Area di messa a fuoco.
Il monitor, oltre che le voci dei menù, visualizza le foto e le informazioni sulle stesse. Per poter inserire dati aggiornati su data ed ora, la D1 era dotata di un orologio-calendario alimentato da una batteria indipendente, con una vita utile di circa 10 anni.
La Nikon D1 è dotata di terminali sia per l'alimentazione esterna che per la comunicazione con il PC; può infatti interfacciarsi con i personal computer grazie ad un software dedicato (Nikon View DX), attraverso l'interfaccia IEEE1394, salvando le immagini su hard disk o su altri supporti di memoria. Altri software (Nikon Capture, con funzioni di attivazione a distanza e di ottimizzazione dell’immagine) permettono il trattamento diretto delle immagini in modalità Raw a 12 bit con risoluzione da 2.7 megapixel.
Nella confezione di vendita, oltre al corpo macchina, sono presenti il tappo corpo BF-1A, il coperchio monitor LCD, il cavo video EG-D1, la cinghia a tracolla AN-D1, la batteria EN-4 ed il caricabatteria MH-16 (anche se la carica poteva avvenire anche utilizzando il caricabatterie MH-15, già in uso per altri corpi digitali), nonché il libretto di istruzioni. Era possibile, per l'uso in studio, acquistare un alimentatore diretto a rete (EH-4), mentre - non essendo dotata di flash - la D1 ne richiedeva uno esterno; una serie di altri accessori (dagli schermi di visione, mirini angolari, adattatori PC, etc.) furono posti in vendita sia da Nikon che da terze parti.

## Le evoluzioni

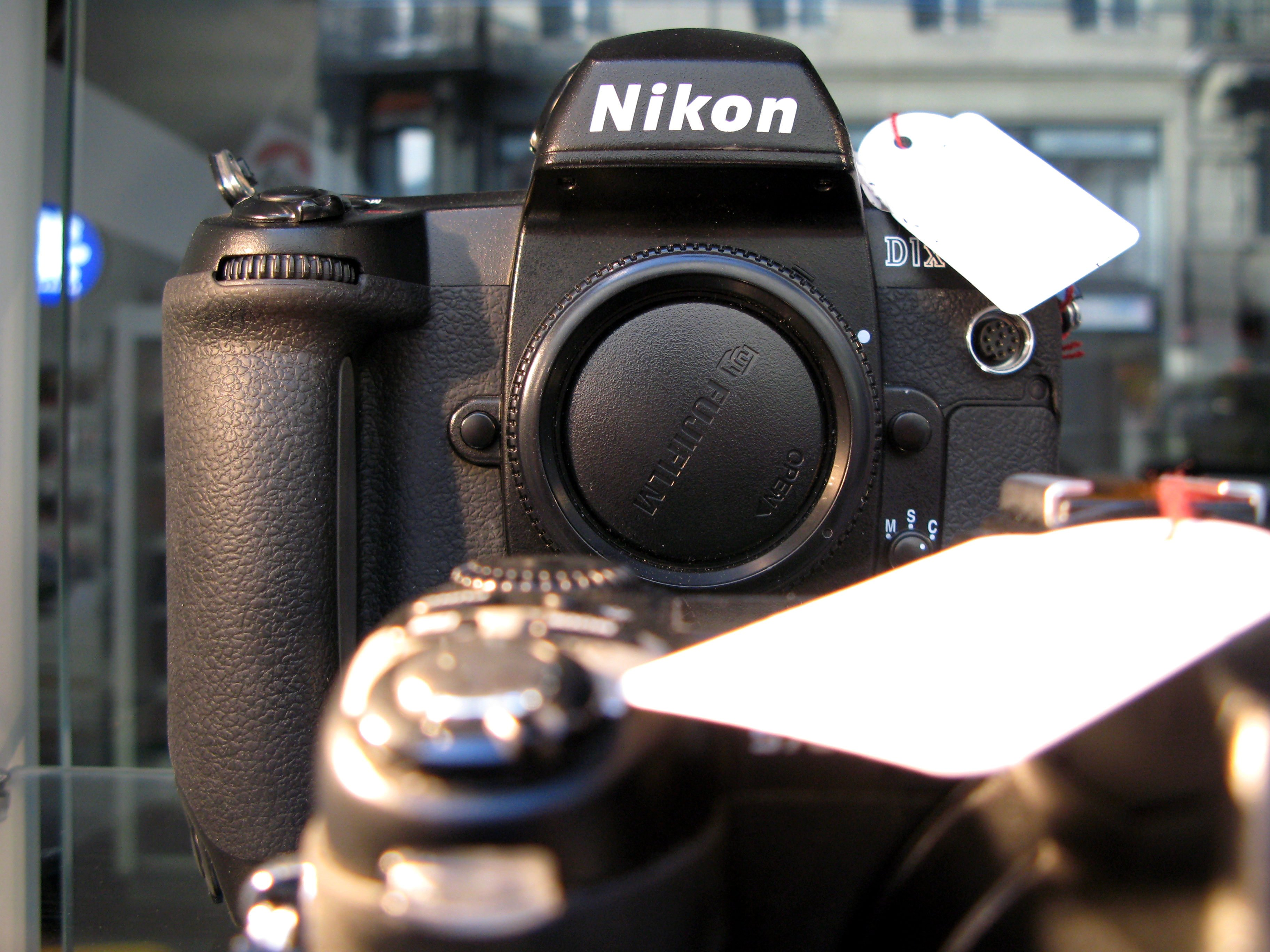
La Nikon D1X

La D1 restò in produzione per soli 2 anni (al netto delle vendite degli esemplari in magazzino), venendo poi sostituita da due versioni evolute : la D1H e la D1X, presentate il 5 febbraio 2001, in produzione fino al 2004, anno di presentazione del primo modello della famiglia D2.

### D1H
La D1H ha lo stesso sensore della D1 con una risoluzione di 2,7 megapixel e può raggiungere una raffica di 5 fotogrammi al secondo.

### D1x
La D1x ha il sensore CCD della D1 con un binning 2x1 (e non 2x2 come la D1) ha dunque una risoluzione effettiva di 5,47 megapixel, in pratica doppia rispetto a quella della D1; la cadenza di scatto è di 3 fotogrammi al secondo.
Il software Nikon Capture permetteva di interpolare i dati dei raw della D1x e ottenere file interpolati con risoluzione di 10,8 megapixel.